# Пуассонівський процес

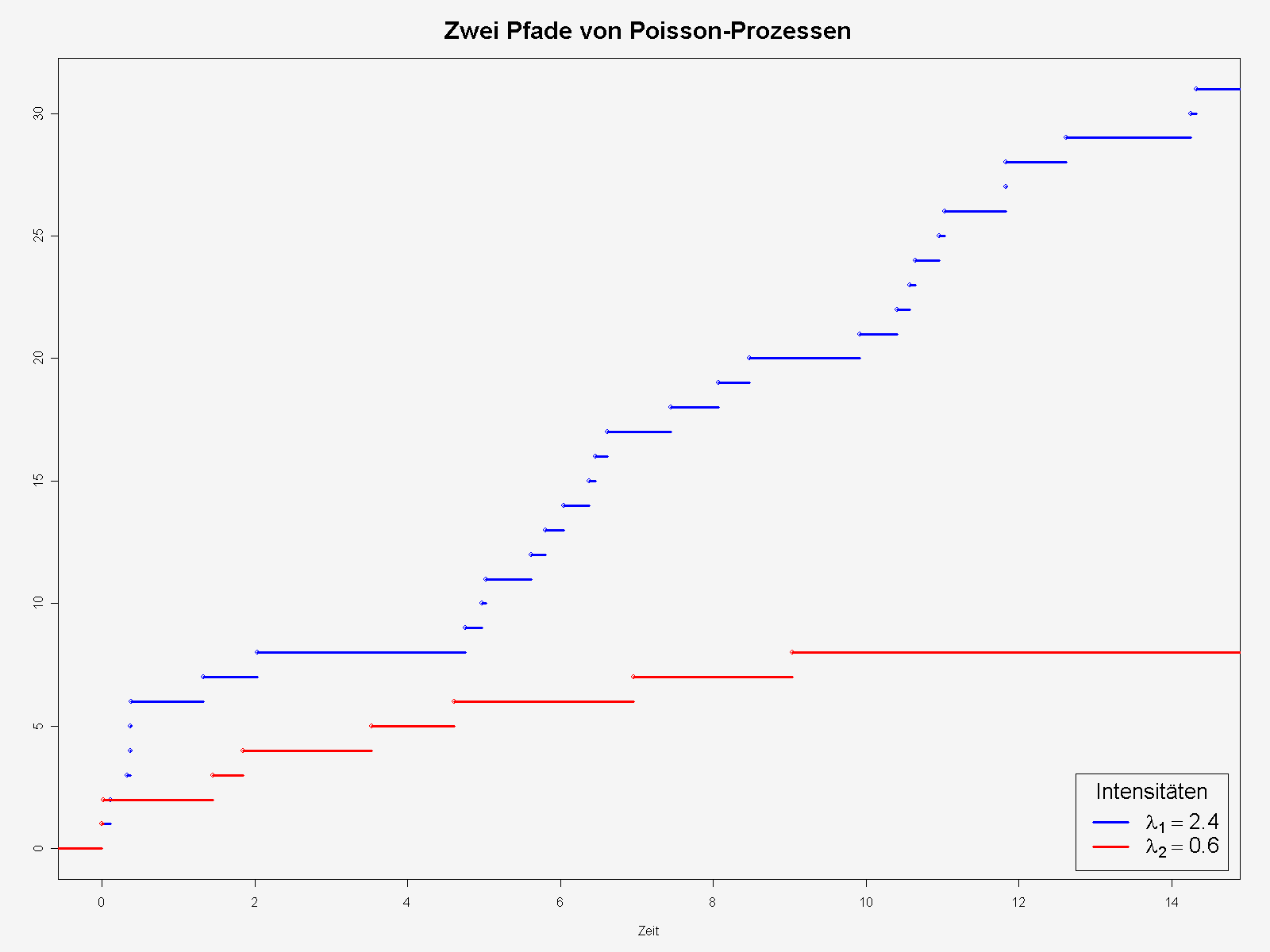
Реалізація процесів Пуассона для значень параметру λ: 2.4 (синій колір) і 0.6 (червоний колір)

Пуассо́нівський проце́с — це поняття теорії випадкових процесів, що моделює кількість випадкових подій, що стались, якщо тільки вони відбуваються зі сталим середнім значенням інтервалів між їхніми настаннями.
У випадку вибраних одиниць вимірювання, це середнє значення дорівнює {\displaystyle {\frac {1}{\lambda }}} кількостей подій за одиницю часу, де λ — параметр процесу. Цей параметр часто називають інтенсивністю пуассонівського процесу.
Якщо розглянути послідовність часових інтервалів між подіями пуассонівського процесу, то ця послідовність буде послідовністю незалежних випадкових величин, яка має назву пуассонівського потоку.

## Означення
Випадковий процес {\displaystyle (N_{t})_{t\in {\mathbb {R} }^{+}}} з неперервним і невід'ємним часом та значеннями на множині невід'ємних цілих чисел називається (однорідним) пуассонівським процесом, якщо:
1. {\displaystyle N_{0}=0} майже напевно.
2. {\displaystyle \forall t_{0}=0<t_{1}<\dots <t_{k},} випадкові змінні {\displaystyle (N_{t_{k}}-N_{t_{k-1}}),\dots (N_{t_{1}}-N_{t_{0}})} є незалежними. Інакше кажучи пуассонівський процес є процесом з незалежними приростами.
3. {\displaystyle \forall t,h>0} приріст процесу {\displaystyle N_{t+h}-N_{t}} задовольняє розподілу Пуассона з параметром {\displaystyle \lambda h,} тобто {\displaystyle \mathbb {P} [(N_{t+h}-N_{t})=k]={\frac {e^{-\lambda h}(\lambda h)^{k}}{k!}}\qquad k=0,1,\ldots ,}
4. Кожна окрема реалізація процесу {\displaystyle N_{t}(\omega )} є неперервною справа і має скінченні ліві границі. В теорії стохастичних процесів такі функції часто називають càdlàg-функціями.

## Властивості
1. {\displaystyle N_{t}} має розподіл Пуассона з параметром {\displaystyle \lambda t}
2. Для пуассонівського процесу виконується умова однорідності по часу, тобто розподіл випадкової змінної {\displaystyle N(t+h)-N(t)} залежить лише від величини інтервалу h і не залежить від початкового часу t.
3. {\displaystyle \mathbb {P} (N_{t+h}-N_{t}=1)=\lambda h+o(h)} коли {\displaystyle h\to 0+}
4. {\displaystyle \mathbb {P} (N_{t+h}-N_{t}>1)=o(h)} коли {\displaystyle h\to 0+,} тобто імовірність більш ніж одного приросту значення процесу на малому інтервалі є величиною меншого порядку, ніж ймовірність одного приросту.
5. Властивості (2) - (4) разом з властивістю незалежності приростів повністю характеризують пуассонівський процес і можуть бути використанні  як його альтернативне визначення.

## Моменти стрибків процесу
Позначимо {\displaystyle T_{1},\dots ,T_{n},\dots }  — моменти стрибків (прибуття, змін) пуассонівського процесу. Формально можна визначити {\displaystyle T_{n}=\inf\{t\geq 0,N_{t}\geq n\}.} Визначимо також {\displaystyle S_{k}=T_{k}-T_{k-1}\,(k\in \mathbb {N} ^{*}).} Тоді випадкові величини {\displaystyle S_{k}} є незалежними і мають експоненціальний розподіл: {\displaystyle {\mathbb {P} }(S_{k}\leq t)=1-{\mathrm {e} }^{-\lambda t}.} Самі ж випадкові змінні {\displaystyle T_{n}} мають гамма-розподіл {\displaystyle \Gamma \left(n,{\frac {1}{\lambda }}\right),} який для таких параметрів також називається розподілом Ерланга.
Навпаки якщо {\displaystyle (S_{n})_{n\in {\mathbb {N} }}} є незалежними випадковими величинами, такими що {\displaystyle S_{0}=0,\forall n\in \mathbb {N} ^{*},\forall t\in \mathbb {R} ^{+},{\mathbb {P} }(S_{n}\leq t)=1-{\mathrm {e} }^{-\lambda t},} то {\displaystyle N_{t}=\sup \left\{n/\sum _{i=0}^{n}S_{i}\leq t\right\}} є пуассонівським процесом. Дану властивість теж можна використати як визначення.
- Властивість втрати пам'яті. Нехай {\displaystyle F_{t}} — випадкова величина, що визначає час від моменту t до наступного стрибка процесу. Тоді {\displaystyle F_{t}} має експоненційний розподіл з параметром {\displaystyle \lambda ,} тобто такий же розподіл, як і розподіл часу між двома моментами стрибків.

- Якщо також визначити випадкову змінну {\displaystyle B_{t}} — як час між моментом t і моментом попереднього стрибка процесу (або початковим моментом, якщо стрибків ще не було), то змінні {\displaystyle F_{t}} і {\displaystyle B_{t}} є незалежними і {\displaystyle B_{t}} має урізаний експоненційний розподіл: {\displaystyle \mathbb {P} [B_{t}\leqslant s]=1-e^{-\lambda s}\qquad s<t} і {\displaystyle \mathbb {P} [B_{t}=t]=e^{-\lambda t}.}

## Неоднорідний пуассонівський процес
Неоднорідний пуассонівський процес є узагальненням описаного вище процесу, що одержується усуненням вимоги однорідності по часу.
Нехай окрім поданих вище означень маємо також неспадну функцію {\displaystyle M(t)} визначену на множині невід'ємних чисел, що називається функцією середніх значень. Тоді випадковий процес {\displaystyle (N_{t})_{t\in {\mathbb {R} }^{+}}} з неперервним і невід'ємним часом та значеннями на множині невід'ємних цілих чисел називається неоднорідним пуассонівським процесом, якщо
1. {\displaystyle N_{t}=0} майже напевно.
2. {\displaystyle \forall t_{0}=0<t_{1}<\dots <t_{k},} випадкові змінні {\displaystyle (N_{t_{k}}-N_{t_{k-1}}),\dots (N_{t_{1}}-N_{t_{0}})} є незалежними.
3. {\displaystyle \forall t,h>0} приріст процесу {\displaystyle N_{t+h}-N_{t}} задовольняє розподілу Пуассона з параметром {\displaystyle M(t+h)-M(t),} тобто {\displaystyle \mathbb {P} [(N_{t+h}-N_{t})=k]={\frac {e^{-(M(t+h)-M(t))}(M(t+h)-M(t))^{k}}{k!}}\qquad k=0,1,\ldots ,}
4. Кожна окрема реалізація процесу {\displaystyle N_{t}(\omega )} є неперервною зправа і має скінченні ліві границі,тобто є càdlàg-функцією.

Особливий інтерес становить випадок, коли існує невід'ємна вимірна функція {\displaystyle \lambda (t),\;t\in {\mathbb {R} }_{+},} така що {\displaystyle M(t)=\int _{0}^{t}\lambda (s)\,{\mathrm {d} }s<\infty \forall t\in {\mathbb {R} }_{+}.}
Функція {\displaystyle \lambda (t)} є узагальненням коефіцієнта {\displaystyle \lambda } в однорідному випадку і називається функцією інтенсивності. Для однорідних процесів функція інтенсивності є сталою, а {\displaystyle M(t)=\lambda t.}

### Зв'язок між однорідними і неоднорідними процесами
- Нехай {\displaystyle {\tilde {N}}_{t}} — однорідний пуассонівський процес, а {\displaystyle M(t)} — задовольняє всі вимоги, що накладалися на функцію середніх значень. Тоді випадковий процес {\displaystyle N_{t}={\tilde {N}}_{M(t)}} є неоднорідним пуассонівським з функцією середніх значень {\displaystyle M(t).}
- Якщо {\displaystyle M(t)} є також строго зростаючою, неперервною і {\displaystyle \lim _{t\to \infty }M(t)=\infty ,} а {\displaystyle {\hat {N}}_{t}} є неоднорідним пуассонівським процесом з функцією середніх значень {\displaystyle M(t),} то випадковий процес {\displaystyle N_{t}={\hat {N}}_{M^{-1}(t)}} є однорідним пуасонівським.

За допомогою цих властивостей можна виводити властивості неоднорідних пуассонівських процесів через властивості однорідних.
Зокрема можна визначити розподіл випадкових величин {\displaystyle T_{1},\dots ,T_{n},\dots } і {\displaystyle S_{1},\dots ,S_{n},\dots } визначених аналогічно до однорідного випадку. Нехай {\displaystyle N_{t}} є неоднорідним пуасснонівським розподілом з неперервною, додатною майже всюди функцією інтенсивності {\displaystyle \lambda (t),} що визначає функцію середніх значень {\displaystyle M(t).} Тоді функції густини ймовіностей випадкових векторів {\displaystyle T_{1},\dots ,T_{n}} і {\displaystyle S_{1},\dots ,S_{n}} визначаються формулами:
{\displaystyle f_{T_{1},\dots ,T_{n}}(x_{1},\dots ,x_{n})=e^{-M(x_{n})}\prod _{i=1}^{n}\lambda (x_{i})\mathbb {I} _{(0<x_{1}<\dots <x_{n})}}
{\displaystyle f_{S_{1},\dots ,S_{n}}(x_{1},\dots ,x_{n})=e^{-M(x_{1}+\dots +x_{n})}\prod _{i=1}^{n}\lambda (x_{1}+\dots +x_{i})}
Звідси зокрема випливає, що змінні {\displaystyle S_{1},\dots ,S_{n},\dots } є незалежними лише для однорідних процесів.

## Задачі, що призводять до даного поняття
- Задача 1 (про страхову компанію). Розглянемо роботу страхової компанії. Нехай клієнти щороку роблять страхові внески, а компанія робить виплати; кількість клієнтів вважається сталою і рівною N; страхові події вважаються незалежними одна від одної, причому ймовірність настання страхової події у одного клієнта протягом року дорівнює a. Завдання: промоделювати кількість виплат з допомогою пуассонівського процесу.

Розв'язання. Оскільки у першому наближенні ймовірність настання однієї страхової події на інтервалі [0,h] дорівнює N·a·h при h→0, ймовірність ненастання страхових подій на цьому інтервалі дорівнює 1-N·a·h, а ймовірність настання на цьому інтервалі двох чи більше подій — нескінченно мала порівняно з довжиною інтервалу, то легко можна зробити висновок, що кількість виплат зручно моделюється пуассонівським процесом з інтенсивністю N·a.
- Задача 2 (про надходження заявок зі сталою інтенсивністю). Нехай на станцію таксі з сьомої до дев'ятої години ранку надходять заявки від клієнтів, причому інтенсивінсть цих заявок — є величиною приблизно сталою: всередньому надходить одна заявка за n секунд. Завдання: промоделювати кількість заявок з допомогою пуассонівського процесу.

Розв'язання. Міркуваннями розв'язання до попередньої задачі можна встановити, що кількість заявок доцільно моделювати пуассонівським процесом з інтенсивністю {\displaystyle {\frac {1}{n}}}.

## Пуассонівські процеси із довільною множиною значень
Нехай {\displaystyle S} — деяка множина,  {\displaystyle {\mathfrak {G}}} — визначена на ній σ-алгебра, {\displaystyle \mu :{\mathfrak {G}}\to [0,\infty ]} — міра визначена на цій σ-алгебрі. Нехай також діагональ {\displaystyle D={(x,y):x=y}} є вимірною у множині {\displaystyle S\times S.} Важливим прикладом є евклідовий простір {\displaystyle {\mathbb {R} }^{n}} з борелевою алгеброю.
Нехай {\displaystyle X_{1},\dots ,X_{n},\dots } — випадкові незалежні величини визначені на множині {\displaystyle S.} Разом вони визначають зліченну випадкову множину {\displaystyle \Pi \subset S.}
Для множини {\displaystyle A\in {\mathfrak {G}}} визначимо {\displaystyle S(A)=|{\Pi \cap A}|.}
{\displaystyle S(A)} є випадковою змінною, що може набувати значень у множині невід'ємних цілих чисел або нескінченності. Випадкова множина {\displaystyle \Pi } називається пуассонівським процесом, якщо виконуються дві умови:
1. для довільних множин {\displaystyle A_{1},\ldots ,A_{n}\in {\mathfrak {G}},} що не перетинаються, випадкові величини {\displaystyle S(A_{1}),\ldots ,S(A_{n})} є незалежними.
2. {\displaystyle N(A)} задовольняє розподілу Пуассона з параметром {\displaystyle \mu (A)}, де {\displaystyle \mu (A)} — міра множини {\displaystyle A.}

При {\displaystyle S={\mathbb {R} }^{n}} в найбільш цікавих випадках міра інтенсивності задається за допомогою густини інтенсивності. Густиною інтенсивності називається функція λ на S, така, що міра μ задається як інтеграл від λ
по мірі Лебега:
{\displaystyle \mu (A)=\int _{A}\lambda (x)dx.}
Якщо функція λ є сталою то пуассонівський процес називається однорідним. 
У випадку {\displaystyle S={\mathbb {R} }^{1},} якщо визначити {\displaystyle \mu (a,b)=M(b)-M(a)} одержується попереднє визначення пуассонівського процесу.